# Nabisco Masters 1988 - Singolare
Il singolare del Nabisco Masters 1988 è stato un torneo di tennis facente parte della categoria Grand Prix.
Boris Becker ha battuto in finale il detentore del titolo, Ivan Lendl con il punteggio di 5–7, 7–6(5), 3–6, 6–2, 7–6(5).

## Tabellone

### Legenda
| - Q = Qualificato - WC = Wild card - LL = Lucky loser | - ALT = Alternate - SE = Special Exempt - PR = Protected Ranking | - w/o = Walkover - r = Ritirato - d = Squalificato |

### Finali
|  | Semifinali    | Semifinali    | Semifinali    | Semifinali    | Semifinali    | Semifinali | Semifinali |  |  | Finale       | Finale       | Finale | Finale | Finale | Finale | Finale |  |
|  |               |               |               |               |               |            |            |  |  |              |              |        |        |        |        |        |  |
|  | Boris Becker  | Boris Becker  | Boris Becker  | Boris Becker  | Boris Becker  | 7          | 7          |  |  |              |              |        |        |        |        |        |  |
|  | Jakob Hlasek  | Jakob Hlasek  | Jakob Hlasek  | Jakob Hlasek  | Jakob Hlasek  | 6          | 6          |  |  | Boris Becker | Boris Becker | 5      | 7      | 3      | 6      | 7      |  |
|  | Ivan Lendl    | Ivan Lendl    | Ivan Lendl    | Ivan Lendl    | Ivan Lendl    | 6          | 7          |  |  | Ivan Lendl   | Ivan Lendl   | 7      | 65     | 6      | 2      | 65     |  |
|  | Stefan Edberg | Stefan Edberg | Stefan Edberg | Stefan Edberg | Stefan Edberg | 3          | 6          |  |  |              |              |        |        |        |        |        |  |

### Gruppo A
|  |              | Hlasek        | Lendl         | Mayotte       | Agassi        | RR W–L | Set W–L | Game W–L | Classifica |
|  | Jakob Hlasek |               | 4–6, 6–3, 7–5 | 7–5, 6–3      | 6–3, 6–2      | 3–0    | 6–1     | 42–27    | 1          |
|  | Ivan Lendl   | 6–4, 3–6, 5–7 |               | 6–2, 3–6, 6–3 | 1–6, 7–6, 6–3 | 2–1    | 5–3     | 43–43    | 2          |
|  | Tim Mayotte  | 5–7, 3–6      | 2–6, 6–3, 3–6 |               | 2–6, 4–6      | 0–3    | 1–6     | 25–40    | 4          |
|  | Andre Agassi | 3–6, 2–6      | 6–1, 6–7, 3–6 | 6–2, 6–4      |               | 1–2    | 3–4     | 36–32    | 3          |

La classifica viene stilata in base ai seguenti criteri: 1) Numero di vittorie; 2) Numero di partite giocate; 3) Scontri diretti (in caso di due giocatori pari merito ); 4) Percentuale di set vinti o di games vinti (in caso di tre giocatori pari merito ); 5) Decisione della commissione.

### Gruppo B
|  |               | Edberg        | Becker        | Wilander      | Leconte     | RR W–L | Set W–L | Game W–L | Classifica |
|  | Stefan Edberg |               | 7–6, 3–6, 6–4 | 6–2, 6–2      | 4–6, 2–6    | 2–1    | 4–3     | 34–32    | 1          |
|  | Boris Becker  | 6–7, 6–3, 4–6 |               | 7–6, 6–7, 6–1 | 6–0, 1–0, r | 2–1    | 4–3     | 42–30    | 2          |
|  | Mats Wilander | 2–6, 2–6      | 6–7, 7–6, 1–6 |               | 6–2, 6–4    | 1–2    | 3–4     | 30–35    | 3          |
|  | Henri Leconte | 6–4, 6–2      | 0–6, 0–1, r   | 2–6, 4–6      |             | 1–2    | 2–3     | 18–25    | 4          |

La classifica viene stilata in base ai seguenti criteri: 1) Numero di vittorie; 2) Numero di partite giocate; 3) Scontri diretti (in caso di due giocatori pari merito ); 4) Percentuale di set vinti o di games vinti (in caso di tre giocatori pari merito ); 5) Decisione della commissione.